# 曼徹斯特 (印地安納州蒙哥馬利縣)
曼徹斯特（英語：Manchester）是位於美國印地安納州蒙哥馬利縣的一個非建制地區。該地的面積和人口皆未知。